# Pekka Ansio Heino
Pekka Ansio Heino (6 de enero de 1976) es un cantante finlandés. Actualmente es el vocalista de la banda de AOR Brother Firetribe, donde toca junto a Erno "Emppu" Vuorinen de Nightwish. Antes de esto, él tocaba en la banda de metal melódico Leverage. Inició su carrera musical en una banda de rock finlandesa llamada Cashmir, con su compañero y miembro actual de Brother Firetribe, Tomppa Nikulainen. 

## Discografía

### con Leverage
- Tides (2006)
- Follow Down That River (EP) (2007)
- Blind Fire (2008)
- Colossus (2009)

### con Brother Firetribe
- False Metal (2006) [Más tarde relanzado cómo Break Out]
- One Single Breath (single)
- I'm on Fire (single)
- I Am Rock (single)
- Runaways (single)
- Heart Full of Fire (2008)
- Heart Full of Fire... and Then Some (EP)
- Live at Apollo (2010)
- Diamond In The Fire Pit - 2014
- Sunbound - 2017

### con Cashmir
- Cashmir (1997)